# Арамаїс
Арамаїс (вірм. Արամայիս) — легендарний цар Вірменії з династії Гайкідів.

## Правління
Відповідно до середньовічної вірменської історіографії діяльність Арамаїса припадала на 1980–1940 роки до н. е. Акопян зіставляє ці дати із завойовницькою діяльністю аморейських царів (Ісін Шуїлішу, Іддін-Даган та Ішме-Даган), що подекуди зачіпала й південні межі Вірменського нагір'я.
Арамаїсу спадкував його син Амасія.